# کانال اشکی
کانال اشکی (به انگلیسی: Lacrimal canaliculi) (مفرد canaliculus)، کانال‌های کوچکی در هر پلک هستند که مایع اشکی را از نقطه اشکی تا کیسه اشکی تخلیه می‌کنند. این بخشی از دستگاه اشکی است که مایع اشکی را از سطح چشم به حفره بینی تخلیه می‌کند.

## بافت‌شناسی
کانال اشکی دارای مخاطی متشکل از یک اپیتلیوم سنگ‌فرشی لایه‌ای غیرکراتینه بر روی غشای پایه و یک لایه بسیار الاستیک است. پیرامون مخاط فیبرهای عضلانی اسکلتی پیوسته با حلقه چشمی است که نوعی اسفنکتر را تشکیل می‌دهد. این ممکن است تخلیه مایع اشکی را هنگام پلک زدن تسهیل کند.